# Iron Savior
Iron Savior ist eine Power-Metal-Band aus Hamburg, die im Jahr 1996 zunächst als Projekt von Piet Sielck, Kai Hansen und Thomen Stauch gegründet wurde. Ihre Songtexte beschäftigen sich hauptsächlich mit Science-Fiction-Themen.
Stilistisch ist die Musik der Band typischer Power Metal, vergleichbar mit Gamma Ray oder Helloween.

## Bandgeschichte
Iron Savior wurde 1996 von Piet Sielck gegründet, der vorher vor allem als Produzent von Uriah Heep, Gamma Ray, Saxon und Blind Guardian in der Metal-Szene in Erscheinung trat. Für sein selbstbetiteltes Debütalbum engagierte er Thomen Stauch (damals bei Blind Guardian) und Kai Hansen von Gamma Ray. Das Soloprojekt unterschrieb bei Noise Records. Mit einer improvisierten Besetzung (Jan-S. Eckert am Bass und Andreas Kück an den Keyboards) spielte die Band auf dem Wacken und eine Tour mit Edguy als Vorgruppe, die damals noch recht unbekannt waren.
Anschließend kam Dan Zimmermann (Gamma Ray) für Stauch, der mit Blind Guardian ausgelastet war. In dieser Besetzung erschien das Album Unification sowie drei Extended Plays. Unification erreichte Platz 79 der deutschen Albumcharts. 2001, nach einer Tour mit Running Wild als Special Guest und einer Headlinertour mit Nocturnal Rites und Labyrinth als Supportacts, stieg Kai Hansen aus, der sich auf Gamma Ray konzentrierte. Er ist jedoch noch als Gast bei Dark Assault (2001). Für ihn kam Joachim „Piesel“ Küstner (Lacrimosa). Zusätzlich kam Thomas Nack als fester Schlagzeuger in die Band. 2002 folgte mit Condition Red das erste Werk ohne Hansens Beteiligung. Die Band spielt ihre nächsten Auftritte mit dem Gitarristen Uwe Lulis (ex-Grave Digger). Wie bei Iron Maiden standen damit drei Gitarristen auf der Bühne.
2003 pausierte die Band ein wenig, da Sielck zum zweiten Mal heiratete und außerdem als Produzent rege aktiv war. Vor dem 2004er Album Battering Ram verließ Jan-S. Eckert die Band, um sich auf Masterplan zu konzentrieren. Seinen Platz füllte Yenz Leonhardt (Lacrimosa) aus. Es war das letzte Album, das über NOISE/Sanctuary veröffentlicht wurde. Sielcks eigenes Independent-Label Dockyard 1 wurde kurz darauf gegründet. Nach Battering Ram pausierte die Band, damit Sielck Zeit für sein Label hatte, wo unter anderem Lake of Tears und Abandoned unter Vertrag standen. Außerdem gründete er mit seinem alten Weggefährten Stauch die Band Savage Circus, nachdem Stauch Blind Guardian verlassen hatte.
2007 schließlich erschien Megatropolis als erste und einzige Iron Savior Veröffentlichung unter Dockyard 1. Kurz darauf musste er jedoch sein Label Dockyard 1 schließen und verschwand für mehrere Jahre aus dem Scheinwerferlicht. Mit AFM Records fand er nach vier Jahren Stille ein neues Label und veröffentlichte dort das achte Studioalbum The Landing.
2014 folgte Rise of the Hero, das erstmals seit Unification mit Platz 76 wieder eine Chartplatzierung erhielt. 2015 veröffentlichte Iron Savior Megatropolis 2.0, die „Runderneuerung“ des Studioalbums von 2007 sowie die Live-DVD „Live at the Final Frontier“. 2016 erschien das Album Titancraft mit Platz 62 in den Charts. 2017 erschien das aus neu aufgenommenen Noise-Ära-Songs bestehende Best-of-Album Reforged – Riding On Fire. Aus rechtlichen Gründen ist eine Neuveröffentlichung des NOISE-Katalogs nur auf diese Weise möglich. 2019 erschien das bisher erfolgreichste Album Kill Or Get Killed mit Platz 54 in den deutschen LP Charts.

## Stil
Iron Savior spielen melodischen Power Metal, der typisch für deutsche Bands wie Gamma Ray, frühe Blind Guardian und Helloween ist. Der Gesang ist etwas rauer und nicht so hoch wie bei ähnlichen Bands. Piet Sielck wurde aber insbesondere von Judas Priest beeinflusst, die Iron Savior insbesondere zu Beginn häufig coverten. Neben diesen Bands werden gelegentlich auch Rhapsody und Queensrÿche als Vergleichsgrößen genannt. Sielck ist daneben auch ein großer Science-Fiction-Fan. Das Konzept der Band handelt von einem Raumschiff, dem sogenannten Iron Savior („eiserner Retter“), das aus dem sagenumwobenen Atlantis heraus startete, als die Erde gerade unterging. Auf dem Raumschiff sind die letzten Überlebenden versammelt. Sielck sponn eine komplexe Storyline, die von Album zu Album fortgesetzt wurde. Bis zu Battering Ram waren alle Alben Konzeptalben. Erst seit 2004 löste er sich etwas aus dem selbst gewählten Korsett.
Es handelte sich zu Beginn klar um sein Soloprojekt, ein Großteil der Lieder wurde von ihm geschrieben, er war Hauptsänger und übernahm auch viele Gitarren- und Bassparts. Erst mit dem Einstieg von Jan-Sören Eckert, Joachim Küstner und Yenz Leonhardt, die sich aktiv am Songwriting beteiligten, gewann Iron Savior immer mehr Bandcharakter.

## Diskografie

### Alben
- 1997: Iron Savior (Noise Records)
- 1999: Unification (Noise Records)
- 2001: Dark Assault (Noise Records)
- 2002: Condition Red (Noise Records)
- 2004: Battering Ram (Noise Records)
- 2007: Megatropolis (Dockyard 1)
- 2011: The Landing (AFM Records)
- 2014: Rise of the Hero (AFM Records)
- 2015: Megatropolis 2.0 (AFM Records)
- 2016: Titancraft (AFM Records)
- 2017: Riding on Fire – Reforged (2 CD, AFM Records)
- 2019: Kill or Get Killed (AFM Records)
- 2020: Skycrest (AFM Records)
- 2022: Reforged – Ironbound (AFM Records)
- 2023: Firestar – (Fono Ltd.)

### Livealben
- 2015: Live at the Final Frontier (DVD/2CD, AFM Records)

### Singles und EPs
- 1997: Iron Savior (Promo-EP, Noise Records)
- 1998: Coming Home (Single, Noise Records)
- 1999: Interlude (EP, Noise Records)
- 2000: I’ve Been to Hell (Single, Noise Records)

### Gast- und Samplerbeiträge
- 1998: Watcher in the Sky für Hansen auf Worx
- 2000: Running Free auf Slave to the Power: The Iron Maiden Tribute und The Iron Maiden Tribute
- 2002: Phantoms of Death auf The Keepers of Jericho (A Tribute to Helloween Part II)
- 2002: Iron Savior und Riding the Fire (Liveversionen) auf Carnival of Chaos
- 2003: Running Free auf A Tribute to the Beast Vol. 2